# Samia erythrinae
Samia erythrinae är en fjärilsart som beskrevs av Ter-meer 1862. Samia erythrinae ingår i släktet Samia och familjen påfågelsspinnare. Inga underarter finns listade.